# Голтвілл (Каліфорнія)
Голтвілл (англ. Holtville) — місто (англ. city) в США, в окрузі Імперіал штату Каліфорнія. Населення — 5605 осіб (2020).

## Географія
Голтвілл розташований за координатами 32°48′50″ пн. ш. 115°22′42″ зх. д. / 32.81389° пн. ш. 115.37833° зх. д. (32.813781, -115.378319).  За даними Бюро перепису населення США в 2010 році місто мало площу 2,99 км², з яких 2,97 км² — суходіл та 0,01 км² — водойми.

## Демографія
Згідно з переписом 2010 року, у місті мешкало 5939 осіб у 1799 домогосподарствах у складі 1429 родин. Густота населення становила 1989 осіб/км².  Було 1937 помешкань (649/км²).
Расовий склад населення:
| - 61,5 % — білих - 0,8 % — азіатів - 0,7 % — корінних американців - 0,6 % — чорних або афроамериканців - 0,1 % — вихідців з тихоокеанських островів - 33,3 % — осіб інших рас |

До двох чи більше рас належало 2,9 %. Частка іспаномовних становила 81,8 % від усіх жителів.
За віковим діапазоном населення розподілялося таким чином: 31,2 % — особи молодші 18 років, 56,5 % — особи у віці 18—64 років, 12,3 % — особи у віці 65 років та старші. Медіана віку мешканця становила 32,1 року. На 100 осіб жіночої статі у місті припадало 93,5 чоловіків;  на 100 жінок у віці від 18 років та старших — 89,2 чоловіків також старших 18 років.
Середній дохід на одне домашнє господарство  становив 43 418 доларів США (медіана — 24 974), а середній дохід на одну сім'ю — 44 290 доларів (медіана — 28 850). Медіана доходів становила 33 360 доларів для чоловіків та 33 098 доларів для жінок. За межею бідності перебувало 37,3 % осіб, у тому числі 44,4 % дітей у віці до 18 років та 19,9 % осіб у віці 65 років та старших.
Цивільне працевлаштоване населення становило 1978 осіб. Основні галузі зайнятості: освіта, охорона здоров'я та соціальна допомога — 19,6 %, сільське господарство, лісництво, риболовля — 17,3 %, роздрібна торгівля — 12,4 %, будівництво — 9,3 %.